# 악구 (음악)

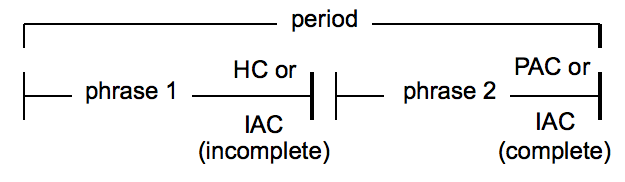
2개의 악구를 구성하는 다이어그램

음악 이론에서 악구(樂句) 또는 프레이즈(phrase)는 완전 음감을 지니는 박자 단위의 하나로, 음악 주제가 비교적 완성된 두 소절에서 네 소절 정도까지의 구분이다.

## 참고 문헌
- How to Understand Music: A Concise Course in Musical Intelligence and Taste (1881) by William Smythe Babcock Mathews
- What We Hear in Music: A Course of Study in Music History and Appreciation (c. 1921) by Anne Shaw Faulkner